# Simpang Pulau Rambung
Simpang Pulau Rambung is een bestuurslaag in het regentschap Langkat van de provincie Noord-Sumatra, Indonesië. Simpang Pulau Rambung telt 2444 inwoners (volkstelling 2010).